# اسلام‌آباد (نقده)
اسلام‌آباد یا دلمه روستایی در دهستان حسنلو بخش محمدیار شهرستان نقده استان آذربایجان غربی ایران است.

## جمعیت
بر پایه سرشماری عمومی نفوس و مسکن در سال ۱۳۹۵ جمعیت این مکان ۱۱۳ نفر (۳۷ خانوار) بوده‌است.